# Autoworld
Autoworld è un museo dedicato ai veicoli per locomozione privata, situato nella zona sud del salone espositivo posto nel Parco del Cinquantenario di Bruxelles.

## Esposizione
Nel museo sono custoditi 350 modelli di carrozze, motociclette e automobili, di produzione europea e statunitense, costruiti dalla fine del XIX secolo agli anni novanta.
Particolarmente interessanti alcuni rarissimi esemplari d'automobile, realizzati nel primo decennio del XX secolo, di fabbricazione tedesca e francese.
I veicoli sono disposti secondo un percorso guidato tematico che si sviluppa, in considerazione delle epoche e degli eventi che le hanno caratterizzate, con varie ambientazioni scenografiche.
Inoltre, si possono ammirare alcune limousine appartenute alla casa reale belga ed una ragguardevole raccolta di documenti ed immagini d'epoca.
La mostra è aperta tutti i giorni dalle ore 10,00 alle ore 18,00 (17,00 nel periodo invernale). Il costo del biglietto d'ingresso è di euro 13,00.